# (213269) Angelbarbero
(213269) Angelbarbero est un astéroïde de la ceinture principale.

## Description
(213269) Angelbarbero est un astéroïde de la ceinture principale. Il fut découvert le 20 juin 2001 à Calar Alto par l'observatoire de Calar Alto. Il présente une orbite caractérisée par un demi-grand axe de 2,69 UA, une excentricité de 0,10 et une inclinaison de 14,0° par rapport à l'écliptique.

## Compléments